# Kanton Pasaje
Der Kanton Pasaje befindet sich in der Provinz El Oro im Süden von Ecuador. Er besitzt eine Fläche von 455,8 km². Im Jahr 2020 lag die Einwohnerzahl schätzungsweise bei 87.700. Verwaltungssitz des Kantons ist die Stadt Pasaje mit 52.673 Einwohnern (Stand 2010). Der Kanton Pasaje wurde im Jahr 1894 eingerichtet.

## Lage
Der Kanton Pasaje befindet sich im Hinterland der Pazifikküste im Nordosten der Provinz El Oro. Der Río Jubones durchquert den Kanton in westlicher Richtung. Der Hauptort Pasaje befindet sich 17 km ostsüdöstlich der Provinzhauptstadt Machala. Die Fernstraße E59 von Machala nach Cuenca führt an Pasaje vorbei.
Der Kanton Pasaje grenzt im Osten an den Kanton Pucará der Provinz Azuay, im Südosten an den Kanton Chilla, im äußersten Süden an den Kanton Atahualpa, im Südwesten an den Kanton Santa Rosa, im Nordwesten an den Kanton Machala sowie im Norden an den Kanton El Guabo.

## Verwaltungsgliederung
Der Kanton Pasaje ist in die Parroquias urbanas („städtisches Kirchspiel“)
- Bolívar
- Loma de Franco
- Ochoa León
- Tres Cerritos

und in die Parroquias rurales („ländliches Kirchspiel“)
- Buenavista
- Cañaquemada
- Casacay
- El Progreso
- La Peaña
- Uzhcurrumi

gegliedert.